# 토미 쇠데르베리
토미 쇠데르베리(스웨덴어: Tommy Söderberg, 1948년 8월 19일, 스톡홀름 주 스톡홀름 ~)는 스웨덴의 축구 감독이자 지도자이다.

## 경력
쇠데르베리는 감독으로서 1992년에 AIK에서 알스벤스칸을 우승했다. 이후, 그는 스웨덴 U-21 국가대표팀을 지도했고, 토미 스벤손이 1998년에 스웨덴 국가대표팀 지휘봉을 내려놓으면서, 쇠데르베리느는 그의 바통을 이어받았다. 그는 스웨덴을 이끌고 유로 2000에 참가했다. 같은 해 수석 코치였던 라르스 라예르베크가 수석 코치에서 쇠데르베리의 공동 감독으로 직책이 올랐다.
공동 감독 체제에 스웨덴은 2002년 월드컵과 유로 2004 본선행에 성공했다. 유로 2004 후, 쇠데르베리는 성인 국가대표팀 감독직을 내려놓고, U-21 국가대표팀 감독을 다시 맡았는데, 이후에는 예르옌 렌나르트손과 공동 지휘했다.